# Amirouche Lalili
Amirouche Lalili (Algeri, 29 febbraio 1964) è un ex calciatore ed ex giocatore di calcio a 5 algerino.

## Carriera
Cresciuto nell'USM Alger, ha vinto la Coppa d'Algeria 1987-88. Come massimo riconoscimento in carriera vanta la partecipazione, con la Nazionale di calcio a 5 dell'Algeria, al FIFA Futsal World Championship 1989 dove la nazionale nordafricana non ha superato il primo turno, affrontando Paesi Bassi, Paraguay e Danimarca.